# 杨遁
杨遁（490年—531年8月2日），字山才，自称是恒农郡华阴县（今陕西省华阴市）人，北魏官员。

## 生平
杨遁是杨津的长子，他们家族高贵显赫，诸子刚成年都有官职，而杨遁性格静淡谦退，年近三十岁才以镇西府主簿为起家官，屡次升任尚书郎。孝昌二年（526年），杜洛周围困定州城，叛军围城三年，朝廷无法救援，杨津派遣杨遁突围出城，拜谒柔然可汗阿那瑰，请他讨伐叛军。杨遁日夜哭泣陈诉，阿那瑰派遣他的叔祖吐豆发率领精锐骑兵一万人南下，前锋到达广昌，叛军防守关隘路口，柔然军怀有疑虑，于是退还。永安二年（529年），魏孝庄帝元子攸撤退到黄河以北，杨遁接受诏令慰劳崤山以东地区。魏孝庄帝返回洛阳后，杨遁出任尚书左丞、平南将军、银青光禄大夫。永安末年，杨津受命节制黄河以北地区，杨遁兼任黄门郎前往邺城，参与行省事务，很快升任征东将军、金紫光禄大夫。普泰元年七月四日（531年8月2日），杨遁在洛阳依仁里被尔朱氏杀害，时年虚岁四十二。太昌元年，朝廷追赠使持节、都督幽州诸军事、车骑大将军、仪同三司、幽州刺史，谥号恭定，太昌元年十一月十九日（532年12月31日）归葬于太傅杨津墓旁。

## 家庭

### 十二世祖
- 杨震，东汉太尉[1]

### 七世祖
- 杨瑶，西晋侍中、尚书令[1]

### 高祖
- 杨珍，上谷郡太守[1]

### 曾祖
- 杨真，清河郡太守[1]

### 祖父
- 杨懿，洛州刺史、弘农简公[1]

### 父亲
- 杨津，北魏大将军、太傅、司空公[1]

### 兄弟姐妹
- 杨逸，北魏使持节、平东将军、光州刺史、华阴贞男
- 杨谧，北魏卫将军、金紫光禄大夫、弘农伯
- 杨愔，北齐特进、开府仪同三司、骠骑大将军、尚书令、开封王
- 杨岐，吕州刺史